# Epizeuxis plaisanti
Epizeuxis plaisanti là một loài bướm đêm trong họ Noctuidae.